# Samsung Galaxy Note 3
Samsung Galaxy Note 3 — смартфон компанії  Samsung Electronics. Зважаючи на розміри екрану (5,7 дюйма або 140 мм) є проміжним між комунікатором і планшетним комп'ютером («фаблет»). Працює на ОС Android. Крім розміру, відрізняється від інших смартфонів наявністю стилуса S Pen. Цей пристрій з лінійки Galaxy Note вперше було представлено 4 вересня 2013 на конференції IFA Берлін. На відміну від свого попередника Galaxy Note II, екран Note 3 більше, але сам пристрій тонше і легше. Ємність акумулятора зросла до 3200 мА · год. Збільшилася і оперативна пам'ять, обсяг якої склав 3 ГБ (проти 2 ГБ у попередника). Задня кришка текстурована під шкіру чорного, білого, або рожевого кольору.

## Характеристики смартфону

### Зовнішній вигляд
Дизайн Samsung Galaxy Note 3 доволі подібний до свого попередника, проте після збільшення екрану на 0,15 дюма, його розміри становлять 151,2x79,2x8,3 мм, що на 1,3 мм вужче, тонше на 1,1 мм і вище на 0,1 мм. Задня кришка зроблена з матеріалу, що імітує шкіру.

### Апаратне забезпечення
Смартфон працює на базі восьмиядерного процесора Samsung Exynos 5 Octa 5420, що побудований за технологією big.LITTLE: один кластер із чотирьох ядер, що працюють із тактовою частотою 1,9 ГГц (архітектура Cortex-A15), інший кластер із чотирьох ядер, що працюють із тактовою частотою 1,3 ГГц (архітектура Cortex-A7), графічний процесор — ARM Mali-T628 MP6. Оперативна пам'ять — 3 Гб і вбудована пам'ять — 32 або 64 Гб (слот розширення пам'яті microSD до 64 Гб). Апарат оснащений 5,7 дюймовим (144,78 мм відповідно) екраном із роздільною здатністю 1080 x 1920 пікселів, тобто із щільністю пікселів 386 (ppi), що виконаний за технологією Super AMOLED. В апарат вбудовано 13-мегапіксельну основну камеру, що може знімати 4K-відео (2160p) із частотою 30 кадрів на секунду, і фронтальною 2,0-мегапіксельною камерою (1080p, 30 кадрів на секунду). У камери BSI-сенсор, Smart-стабілізація зображення, світлодіодний спалах. Дані передаються бездротовими модулями Wi-Fi (802.11a/b/g/n/ac), Bluetooth 4.0, DLNA і NFC. Вбудована антена стандарту GPS + GLONASS. Весь апарат працює від Li-ion акумулятора ємністю 3200 мА·г і важить 169 грам. До того ж Galaxy Note 3 підтримує USB 3.0.
У модель вбудований ряд нових для серії датчиків: для вимірювання атмосферного тиску, температури і вологості. Також встановлені: гіроскоп, електронний компас, акселерометр, датчики наближення і освітлення, датчик Холла . Також присутній інфрачервоний світлодіод, що дозволяє використовувати смартфон як універсальний пульт дистанційного керування.

### Програмне забезпечення
Galaxy Note 3 поставляється з  Android версією 4.3 «Jelly Bean», а як інтерфейс використовує фірмову оболонку TouchWiz Samsung. У 2014 році компанія представила оновлення до Android 4.4.2 "KitKat", а на початку 2015 разом зі смартфоном Samsung Galaxy S4 отримав оновлення до Android 5.0 "Lollipop".
У смартфоні додатково встановлено оновлене програмне забезпечення для підтримки стилуса S Pen. «Команди наведення» - управління стилусом без дотику до екрану і виклик допоміжного меню з 5 швидкими функціями :
- Action Memo (Активні нотатки) - швидке створення нагадувань, з якими можна зв`язувати дії (здійснення викликів,надсилання повідомлень,пошук в Інтернеті та інше).
- S Finder - пошук по телефоні та карті пам`яті.
- ScrapBook (Окреслити зображення) - окреслений об`єкт можна зберегти в збережених фрагментах або поділитися ним за доп. різних програм.
- Screen Write (Написати на екрані) - створення, редагування та записування нагадувань на знімках екрану та надання до них спільного доступу.

- Pen Window (Накреслити вікно) - накреслити вікно на екрані, щоб відкрити програму у маленькому вікні під час використання інших програм.

У версії Android 5.0 "Lollipop" оновили доп. меню, де відбулась заміна "S Finder" на "Розумний вибір ".

## Версії моделі
Samsung Galaxy Note 3 є у таких версіях :
- N900  - Samsung Exynos 5420 (4 ядра Cortex-A15 @1,9 ГГц і 4 ядра Cortex-A7 @1,3 ГГц), ARM Mali T628MP6, 32/64 Gb,[1sim].
- N900X - Live Demo Unit - демо-зразок, відсутні радіо-модуль та GPS.
- N9002 (Note III Duos ) - Qualcomm Snapdragon 800 (4 ядра Krait 400 @2,3 ГГц), Adreno 330, UMTS-3G+GSM [2sim] | Для китайського ринку
- N9008 - Qualcomm Snapdragon 800 (4 ядра Krait 400 @2,3 ГГц), Adreno 330, TD-SCDMA+GSM[2sim] | Для китайського ринку
- N9009 - Qualcomm Snapdragon 800 (4 ядра Krait 400 @2,3 ГГц), Adreno 330, CDMA(3G)+GSM(UMTS-3G)[2sim] | Для китайського ринку
- N9006 - аналог N9005 , без LTE [1sim] | Для китайського ринку
- N9005 - Qualcomm Snapdragon 800 (4 ядра Krait 400 @2,3 ГГц), Adreno 330, LTE ,16/32/64 Gb,[1sim]